# Грузинський купон
Грузинський купон — грошова одиниця Грузії з 5 квітня 1993 по 2 жовтня 1995 року. З 20 серпня 1993 року купон був єдиним законним засобом платежу на території Грузії. Курс був спочатку прирівняний до рубля, якому ця валюта прийшла на зміну. Випускалися тільки банкноти, номіналом від 1 до 1 000 000 купонів (у тому числі досить незвичайних номіналів— 3, 3000, 30 000, 150 000 купонів). Купон піддавався гіперінфляції (678,4 % у 1995 р.) і був замінений новою національною валютою — грузинським ларі з коефіцієнтом 1 000 000 : 1.

## Галерея банкнот

### Перший випуск 1993 року
На банкнотах цього випуску відсутнє позначення року. У знаменнику серії — цифра 1. Всі банкноти мають розмір 105 х 53 мм

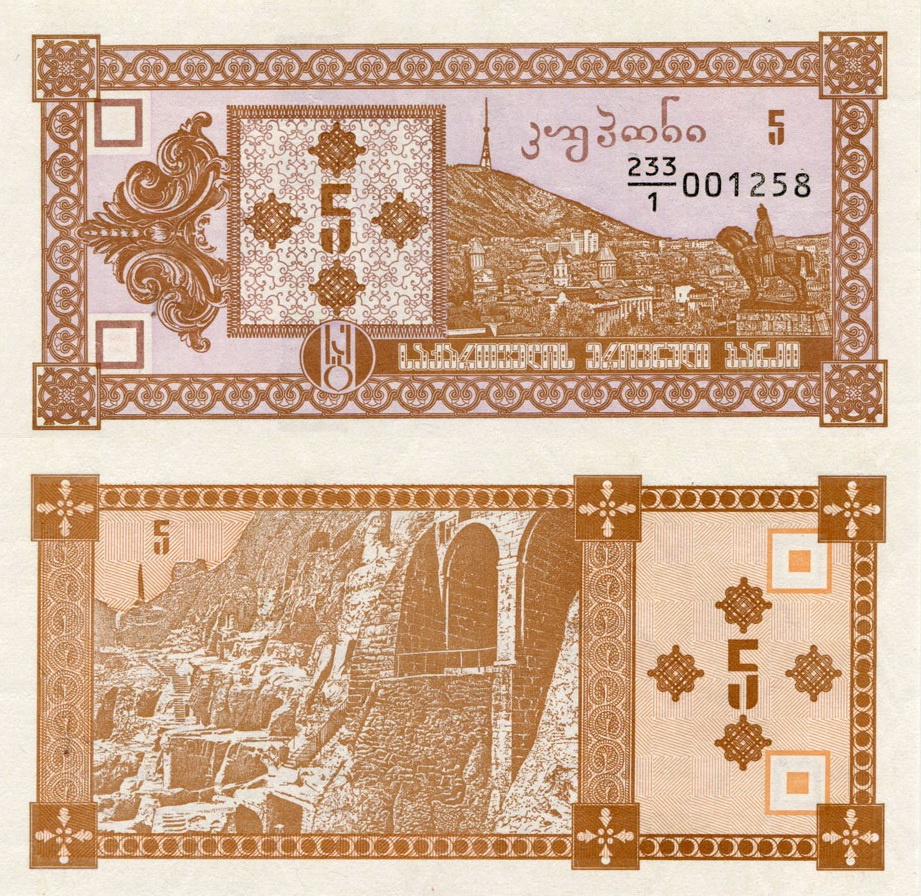
5 купонів
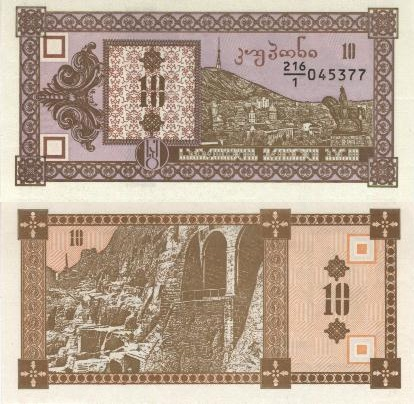
10 купонів
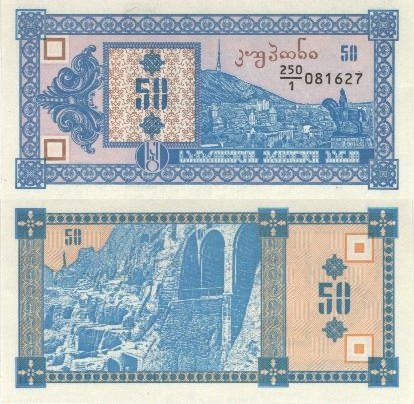
50 купонів
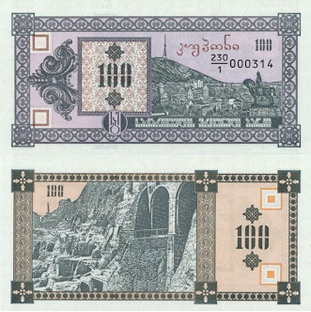
100 купонів
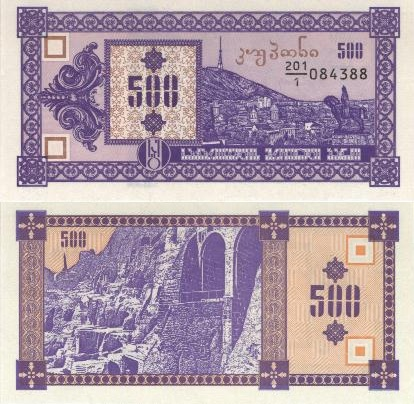
500 купонів
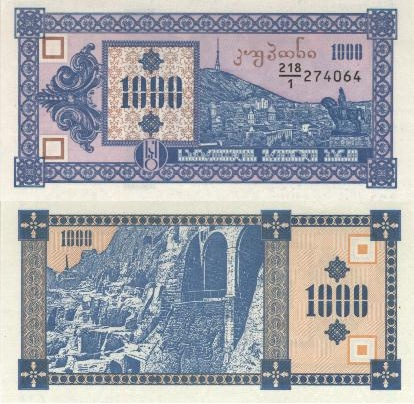
1000 купонів
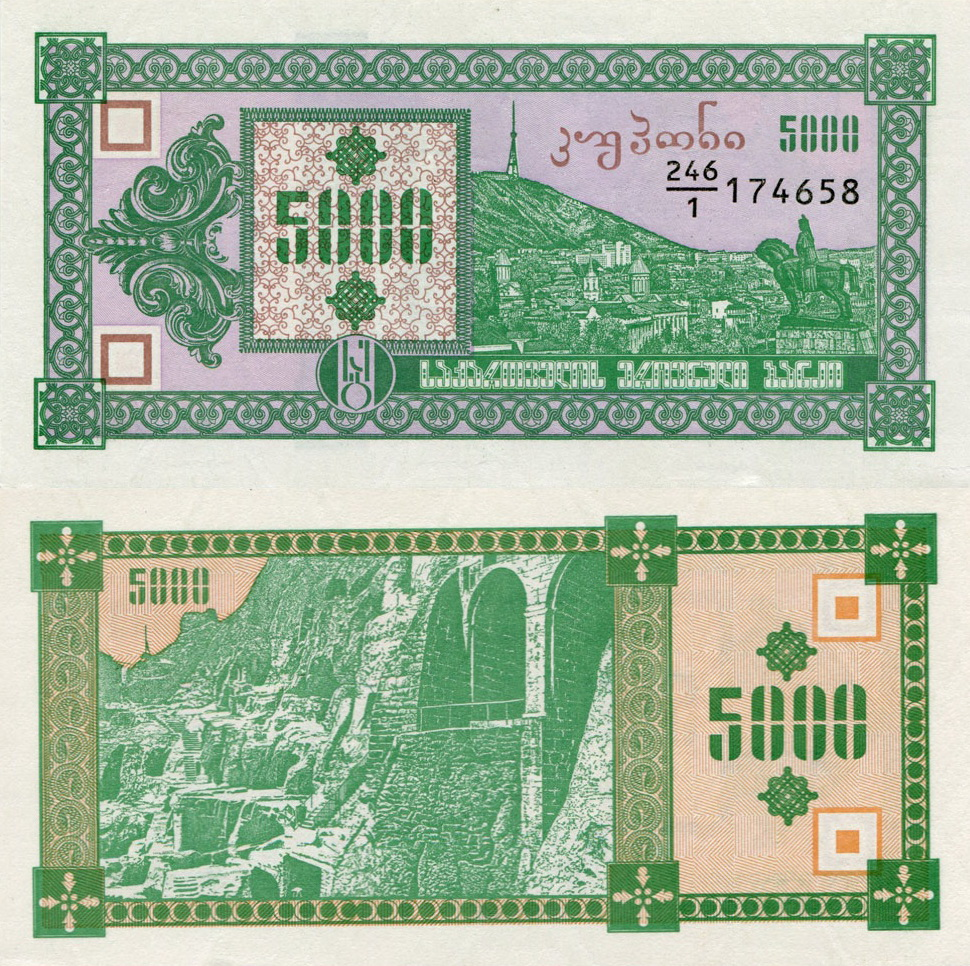
5000 купонів
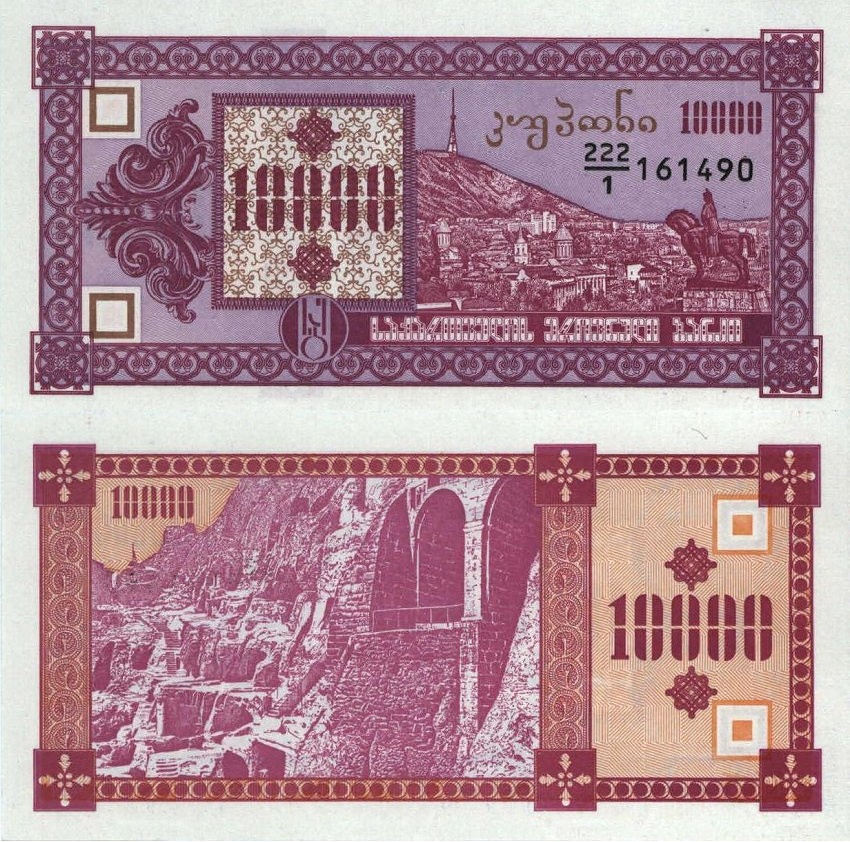
10 000 купонів

### Другий випуск 1993 року
На банкнотах цього випуску відсутнє позначення року. У знаменнику серії — цифра 2. Також додані графічні елементи біля позначення номіналу. Всі банкноти мають розмір 105 х 53 мм

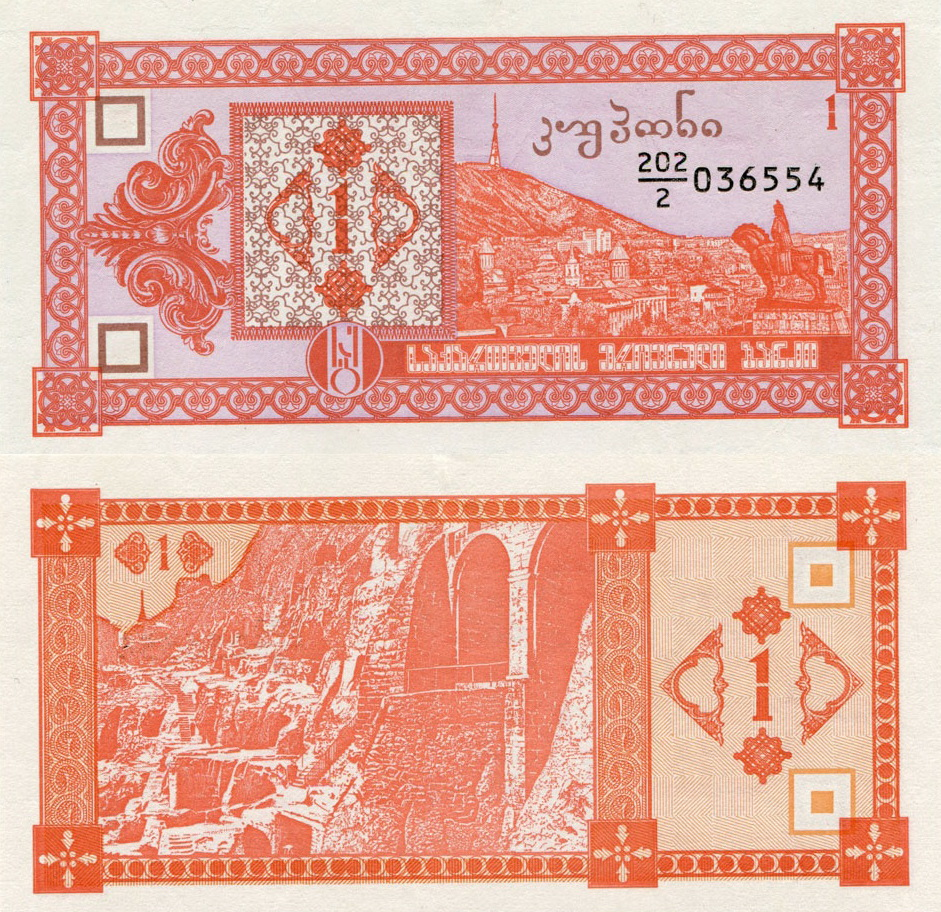
1 купон
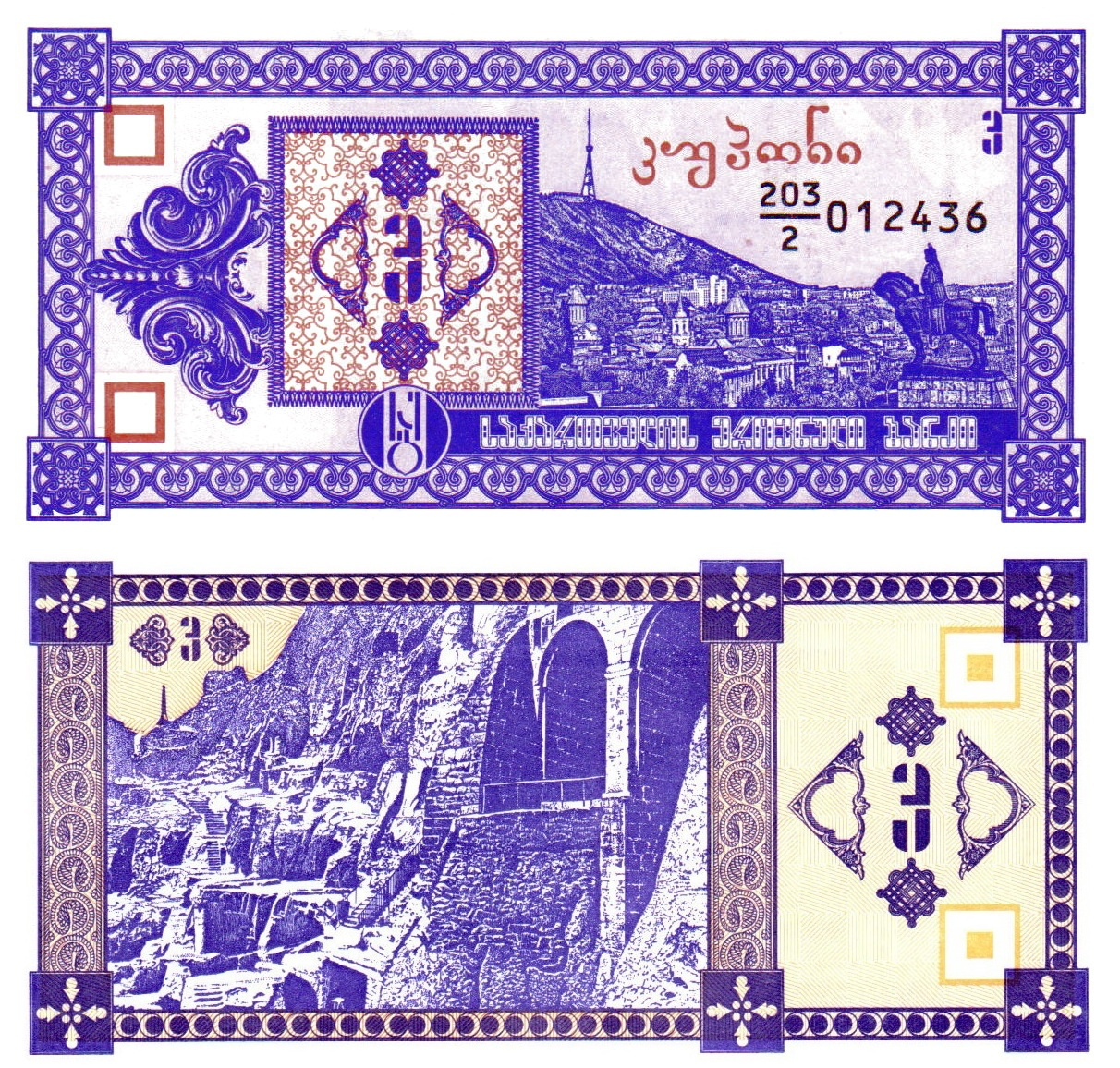
3 купони
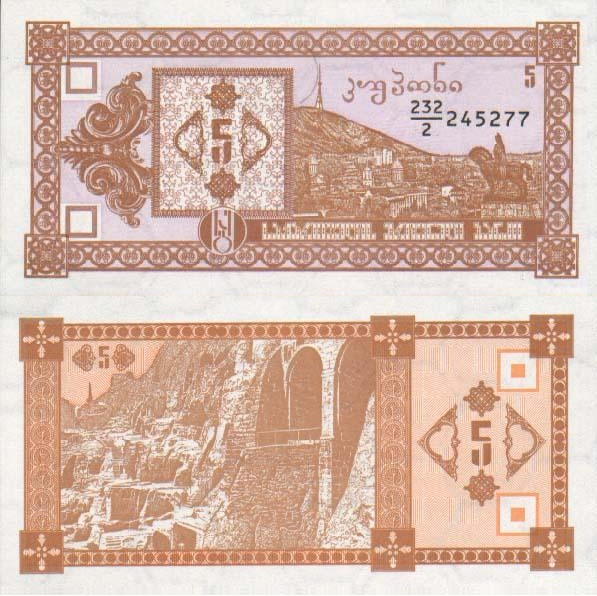
5 купонів
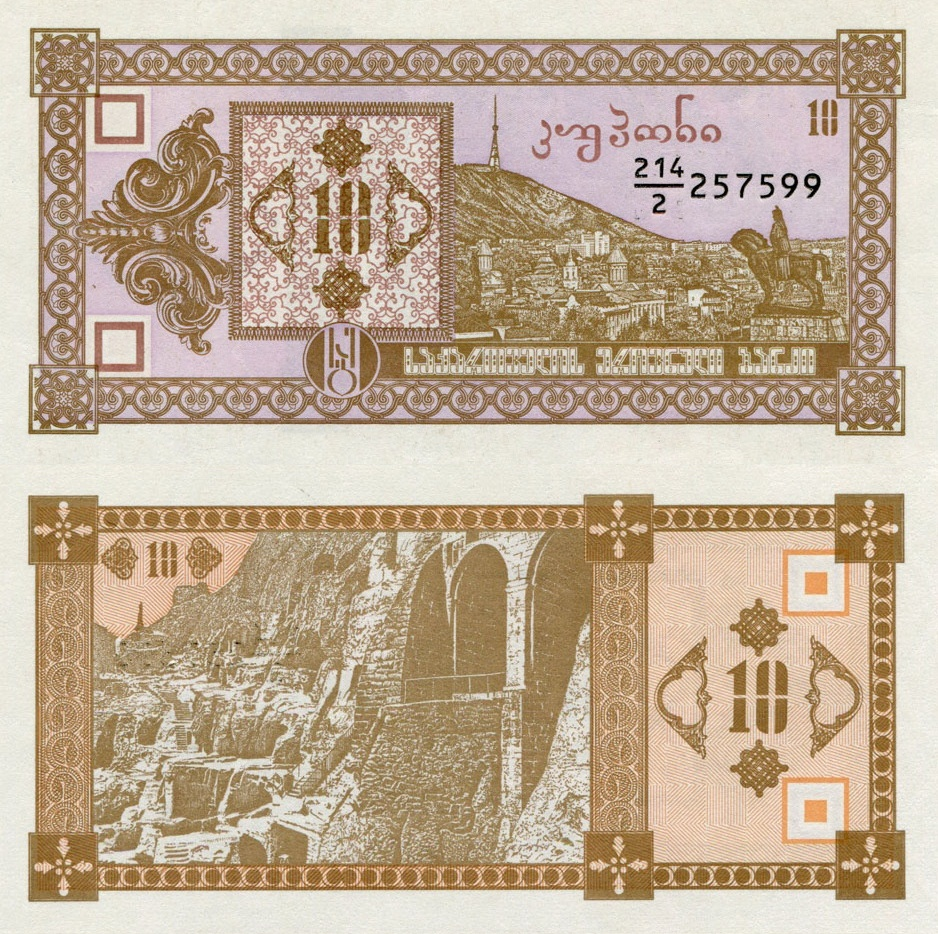
10 купонів
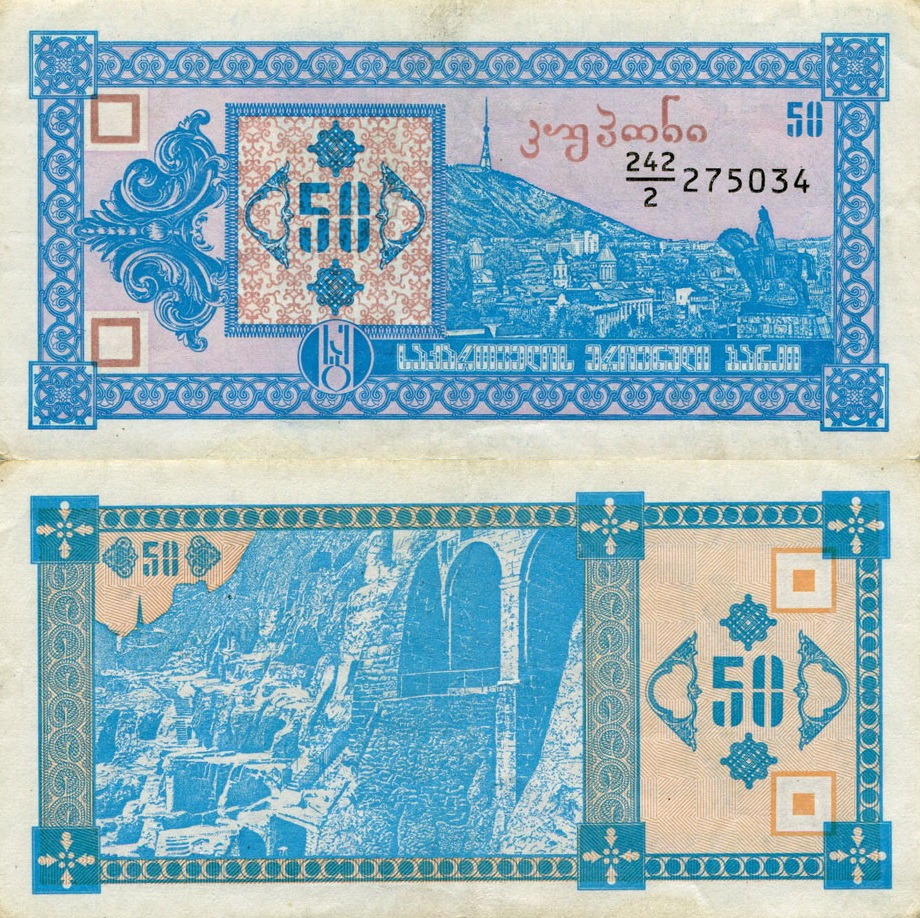
50 купонів
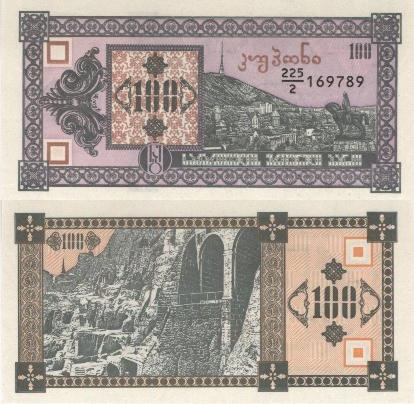
100 купонів

### Третій випуск 1993 року
На банкнотах цього випуску є позначення року. У знаменнику серії — цифра 3. Банкнота 10 000 купонів має розмір 105×53 мм, решта — 127×57 мм.

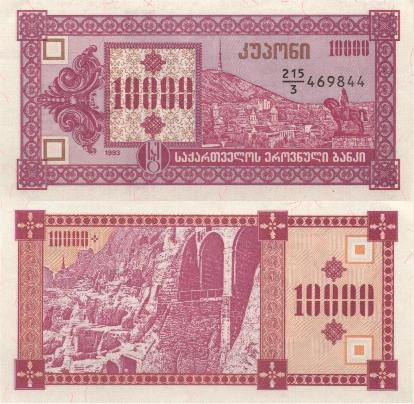
10 000 купонів
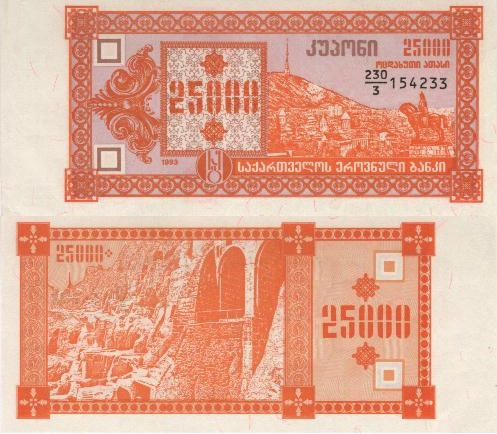
25 000 купонів
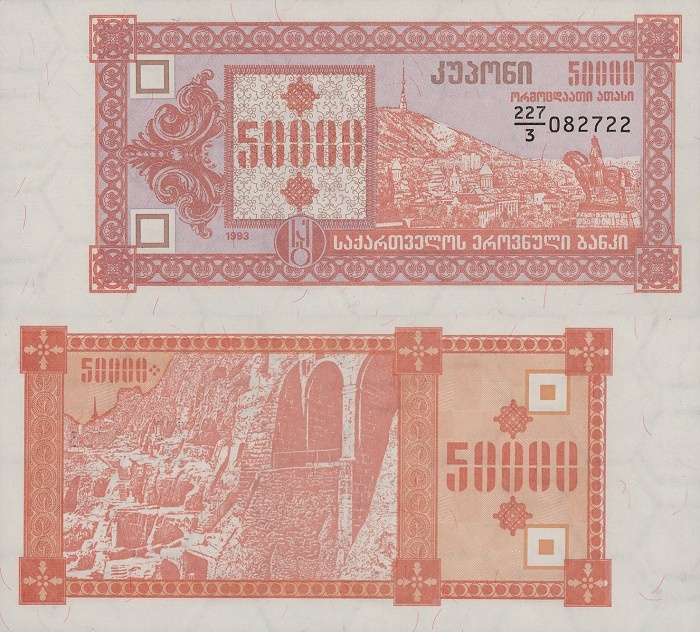
50 000 купонів
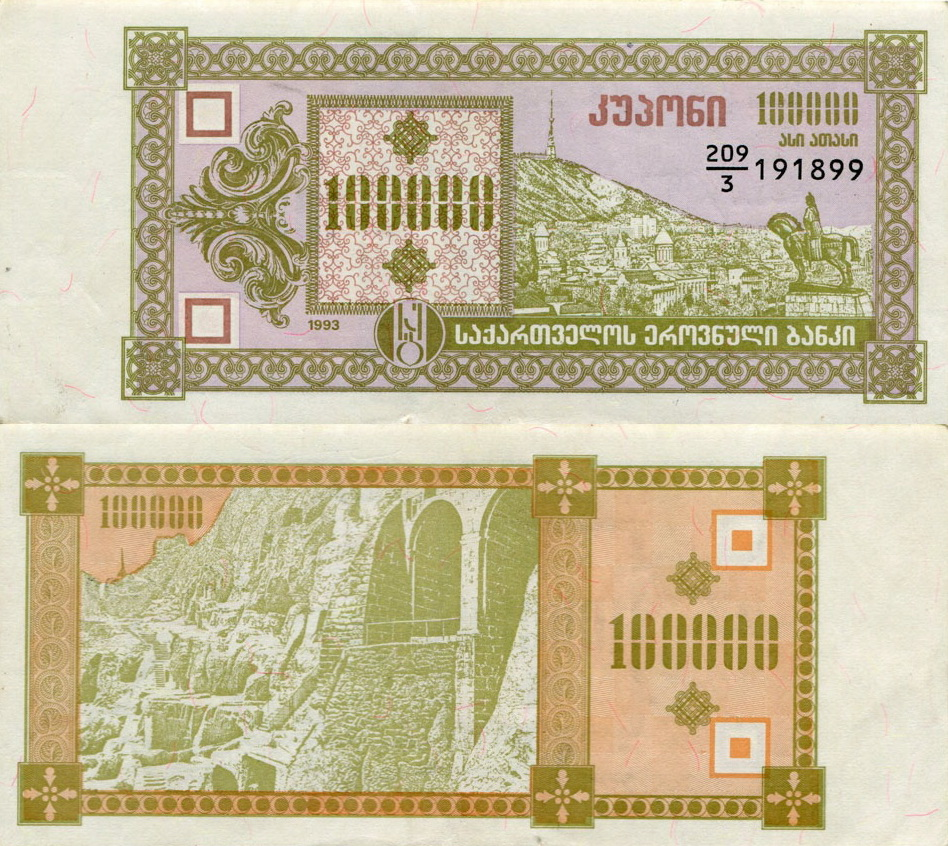
100 000 купонів

### Четвертий випуск 1993 року
Всі банкноти мають розмір 114×55 мм

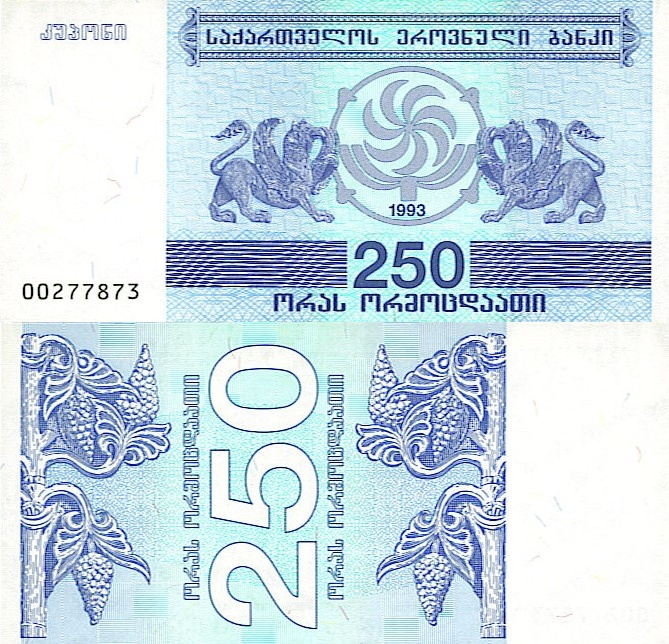
250 купонів
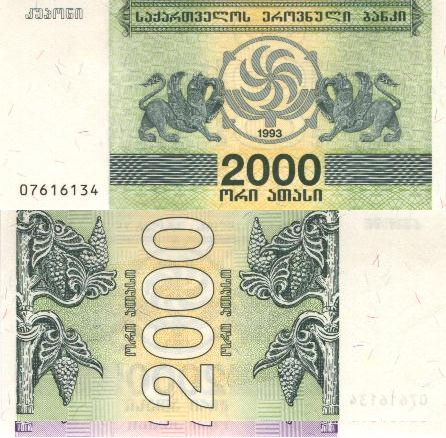
2000 купонів
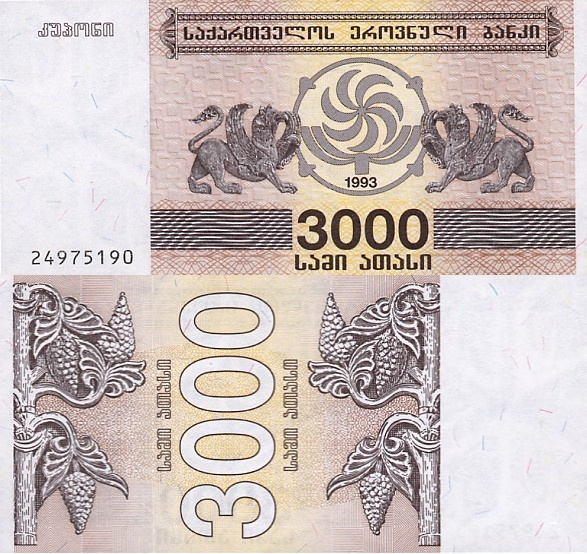
3000 купонів
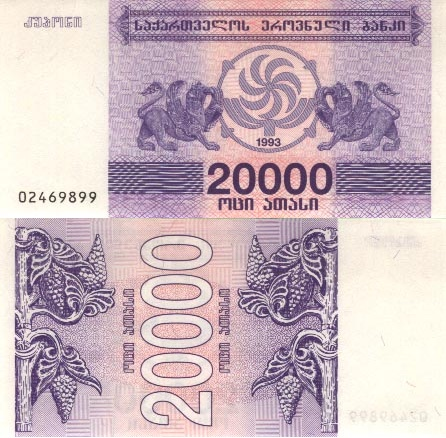
20 000 купонів

### П'ятий випуск 1994 року
Всі банкноти мають розмір 114×55 мм

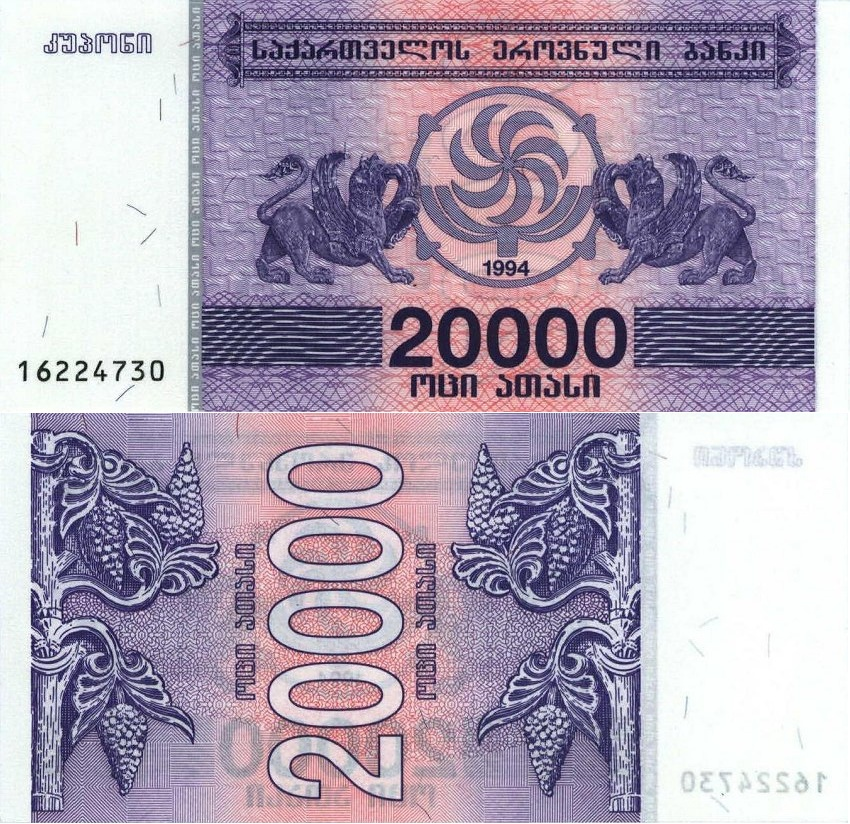
20 000 купонів
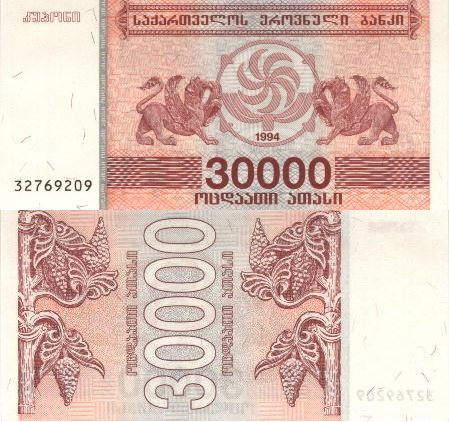
30 000 купонів
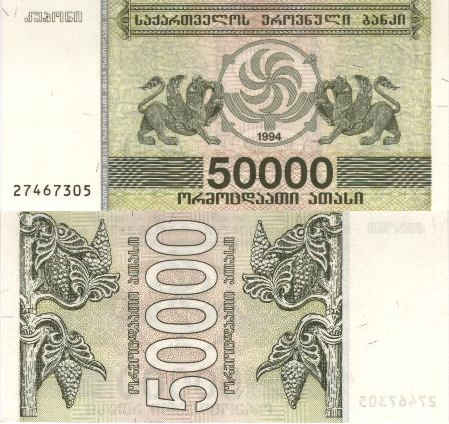
50 000 купонів
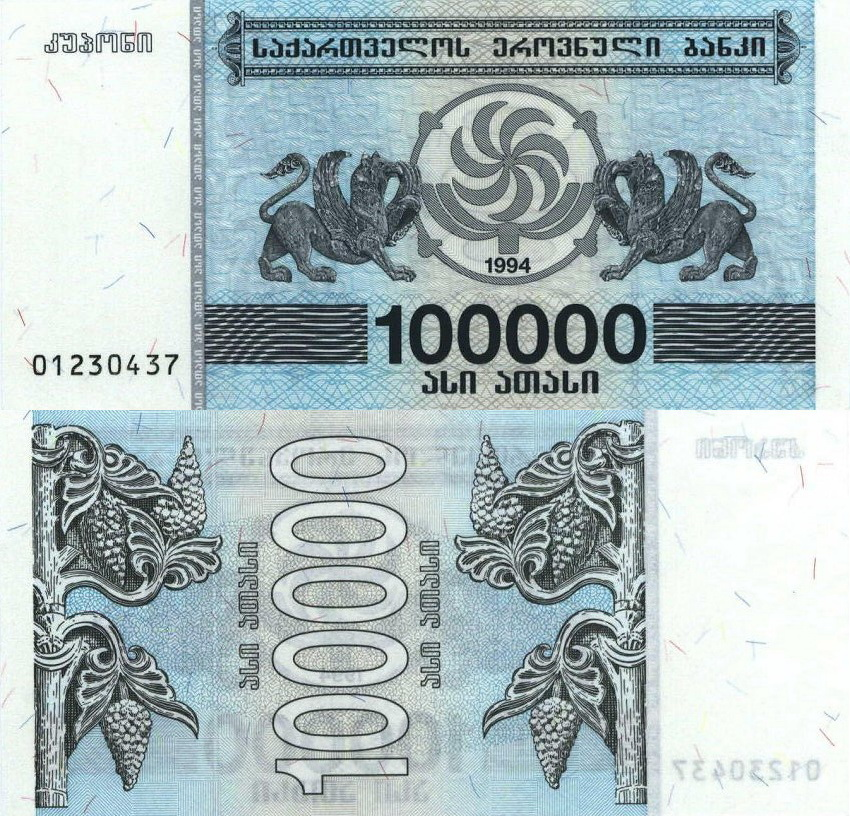
100 000 купонів
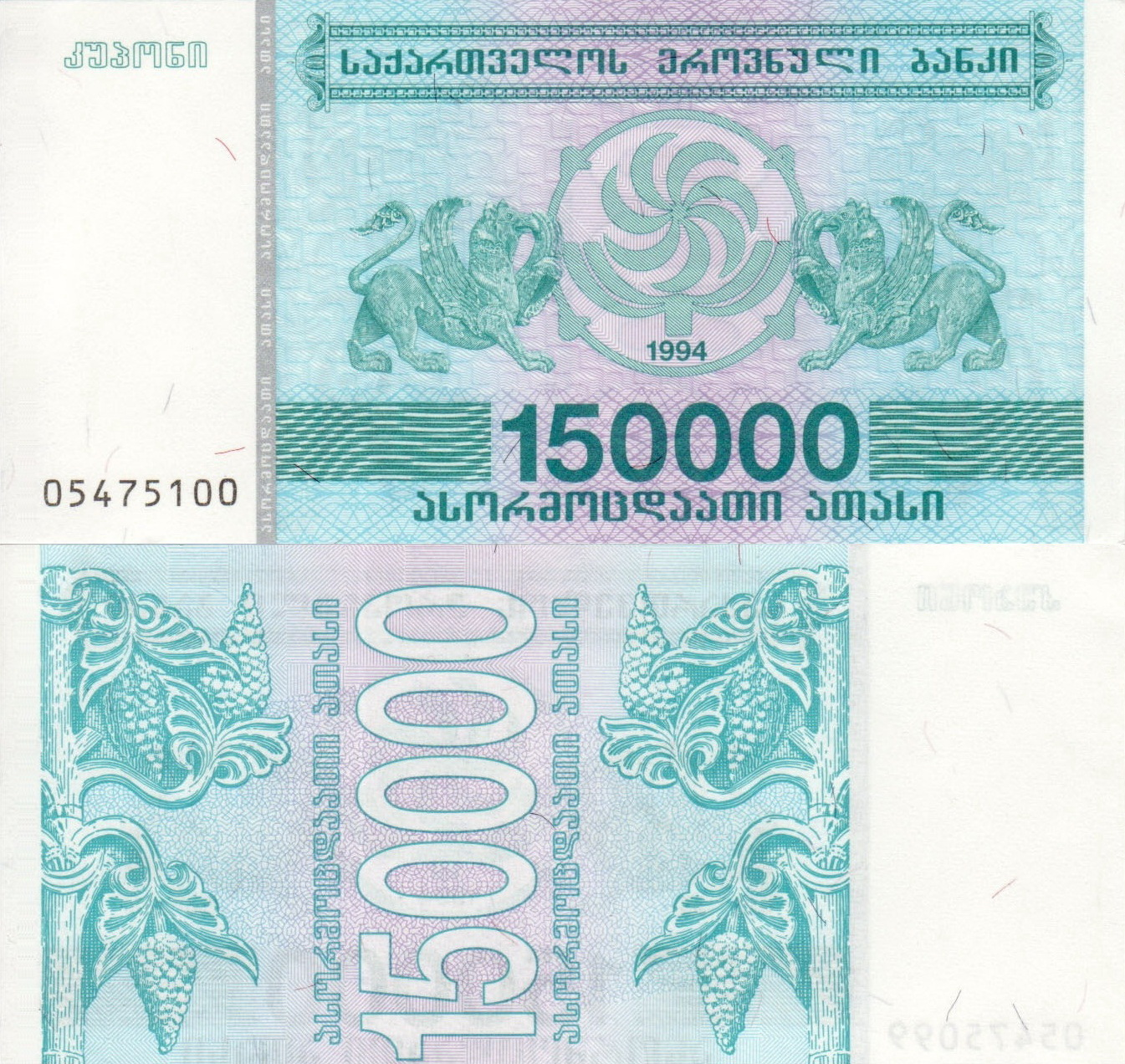
150 000 купонів
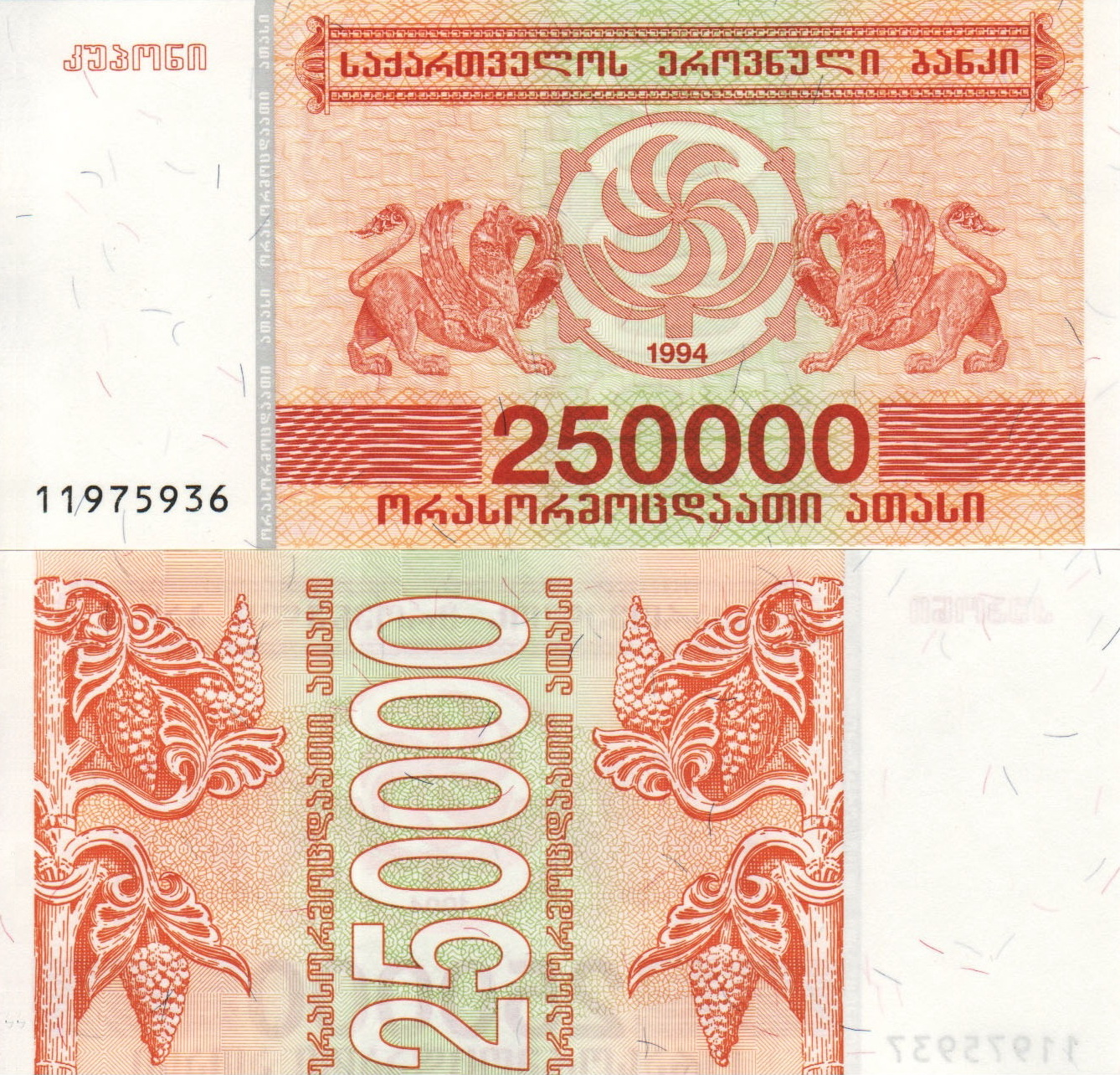
250 000 купонів
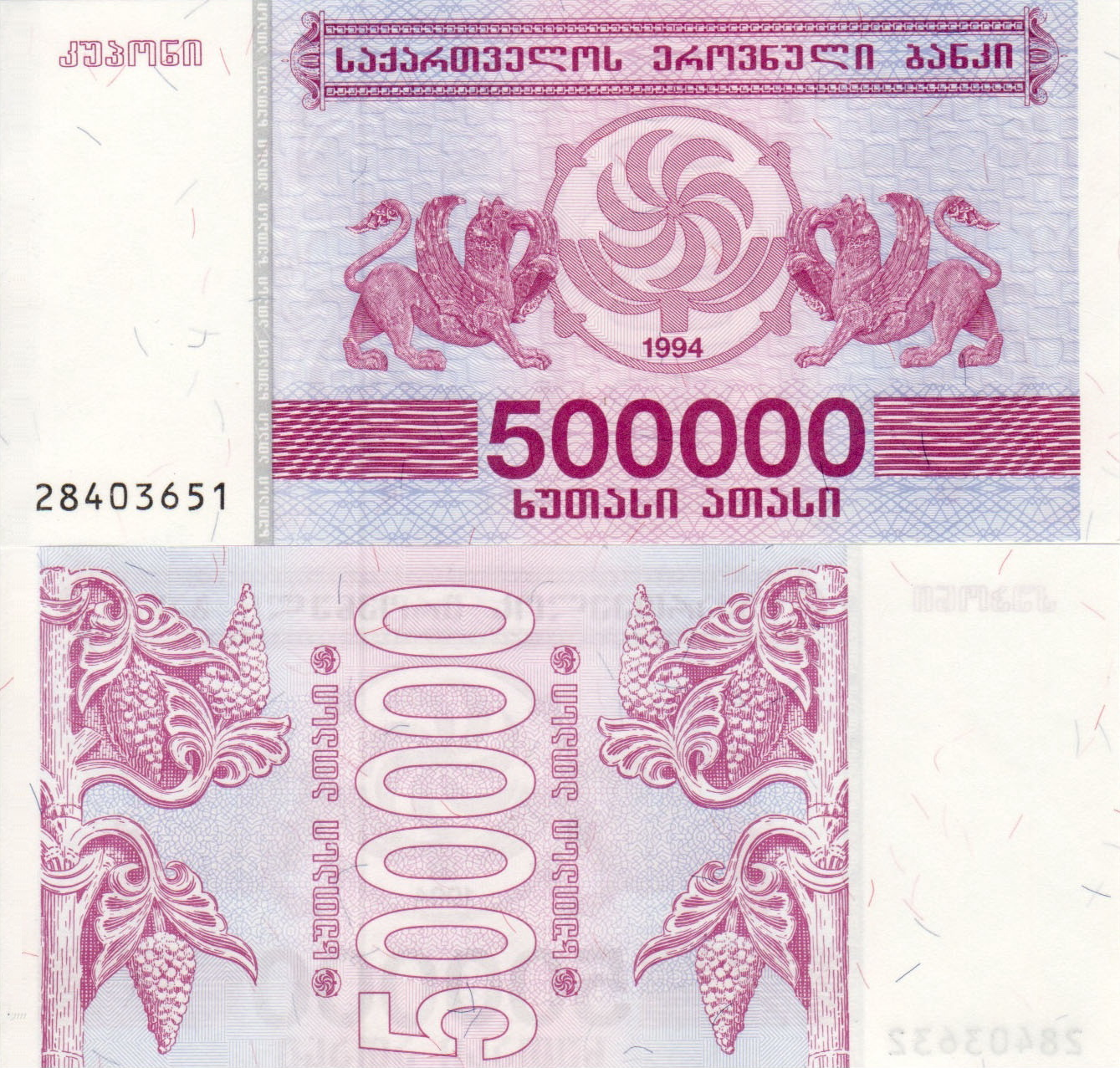
500 000 купонів
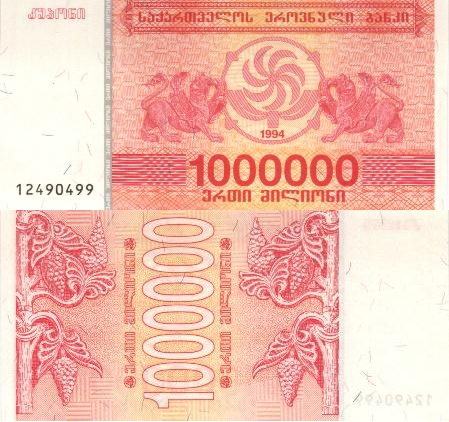
1 000 000 купонів